# Мишел Платини
Мишел Франсоа Платини (фр. Michel François Platini; Жеф, 21. јун 1955) бивши је француски фудбалер и тренер и бивши је председник УЕФА. Једини је играч који је успео да три године заредом освоји титулу Најбољег фудбалера Европе, а 1999. је изабран за седмог најбољег фудбалера у 20. веку у избору IFFHS.
Платини је био члан репрезентације Француске која је освојила Европско првенство у фудбалу 1984., на ком је Платини био најбољи играч и стрелац. Учествовао је на Светским првенствима у фудбалу 1978, 1982. и 1986, стигавши до полуфинала у последња два. Платини, Ален Жирес, Луј Фернандез и Жан Тигана су чинили „магични квадрат“, групу играча која је чинила окосницу репрезентације Француске током 1980-их. Био је познат као добар извођач слободних удараца, као што је показао бројним головима из тешких углова у дресу репрезентације и Јувентуса, у ком је Платини играо пет година и освојио већину својих клупских трофеја.
Платини је именован Витезом Легије части 29. априла 1985, а Официр је постао 1988. Био је селектор француске репрезентације четири године и коорганизатор Светског првенства 1998. у Француској. Такође је био председник Техничког и развојног комитета ФИФА и потпредседник Фудбалског савеза Француске.

## Почетак Платинијеве фудбалске каријере
Мишелов отац Алдо Платини је био бивши фудбалер и тренер италијанског порекла и утицао је на сина да развије своје вештине. Млади Платини дугује своју вештину дриблања уличном фудбалу. У овом погледу је био другачији од фудбалера који су тренирали у фудбалским академија које су се тада појављивале у Француској. У локални клуб Жјоф се уписао 10. септембра 1966. Од свог оца Платини је научио важност предвиђања потеза и коме додати лопту пре него што је сам добије.
Платини је лоше играо на финалу такмичења младих фудбалера 1969, али у 16. години је скренуо пажњу на себе на Купу Гамбардела у утакмици против јуниора Меца. Платини је позван на пробу у Мец, али је пропустио ову прилику због повреде и није позван одмах касније, пошто је тренер Меца прешао у други клуб, па је Платини остао у регионалном клубу. Следећа проба у Мецу је прошла ужасно када је на тесту дисања када је спирометар изазвао код Платинија губитак свести. Оцена доктора око Платинијевих проблема са дисањем и слабим срцем су окончале све наде да Платини може да игра за омиљени клуб из детињства. Платини је прешао у други тим Нансија у септембру 1972. и спријатељио се са голманом Жан-Мишелом Моутјеем.

## Платинијева клупска каријера

### Нанси (1972—1979)
Платини је брзо оставио добар утисак у свом новом клубу, постигавши хет-трик у утакмици резервиста против Вителсхајма. Још неколико добрих партија га је довело до прилике да конкурише за први тим Нансија. На утакмици против Валенсијена, Платини је био пљуван и гађан разним предметима од стране публике када је избила туча на трибинама. На утакмици резервних тимова неколико дана касније, оштар старт противничког играча је тешко повредио Платинијев чланак. Ипак, сезона је на крају добила позитивну ноту, а Платини је дебитовао против Нима 3. маја 1973.
У марту 1974. је доживео старт у ком је задобио двоструки прелом леве руке у утакмици у Ници. Платини је пропустио остатак сезоне и није могао да помогне Нансију у неуспешној борби да би се избегло испадање из Прве лиге. Следеће сезоне Нанси је са лакоћом изборио повратак у француску Прву лигу, а Платини је постао најбољи играч екипе, постигавши 17 голова, од који је добар део постигао из слободних удараца, што је постало његова специјалност. Сент-Етјен, тадашњи шампион Француске, је избачен из Купа Француске уз два Платинијева гола из слободних удараца. Платини је слободне ударце вежбао уз помоћ свог пријатеља голмана Моутјеа и коришћењем реда лутака које су чиниле живи зид.
Када се Нанси вратио у Прву лигу, војна обавеза је смањила његову расположивост за утакмице, али је он наставио да игра кад код је то било могуће. У мечу против Лавала, Платини је, испровоциран увредама домаћих навијача, постигао хет-трик, али је доживео још једну повреду. Новинарски извештаји су тврдили да је за њега сезона завршена и да му је потребна операција колена, али се ниједна тврдња није испоставила као тачна. Платини се вратио фудбалу две недеље касније за полуфинале Купа Француске против Марсеја на Парку принчева. Постигао је једини гол у поразу Нансија 4-1 и био је приморан да због повреде напусти игру.
Након учешћа на Олимпијским играма 1976. у Монтреалу, Платини је потписао двогодишњи уговор са Нансијем, што му је био први професионални уговор.
Пре путовања на Светско првенство у фудбалу 1978. у Аргентини, Платини је освојио први трофеј у играчкој каријери, предводећи Нанси као капитен до победе у финалу Купа против Нице и постигавши један гол. Трофеј му је уручио председник Француске Валери Жискар Д'Естен. Међутим, како је Светско првенство почињало две недеље након финала купа, преостало је мало времена за припреме.
Иако Платини није разочарао својим играма на свом првом Светском првенству, навијачи су га сматрали одговорним за слаб учинак Француске на првенству, и у предстојећој сезони је био мета незадовољних навијача. Ситуација је дошла до свог врхунца у утакмици у гостима против Сент-Етјена. Испровоциран од стране навијача, Платини се борио за сваку лопту и задобио је тежу повреду чланка у једном старту. Као последица тога, Платини није играо за Нанси у Купу победника купова. Уговор са клубом ми је истицао 1979, а Интер Милано, Пари Сен Жермен и Сент-Етјен су се највише борили да га доведу у своје редове, иако председник Нансија није био вољан да дозволи да Платини напусти клуб. Платини се одлучио за Сент-Етјен и потписао је уговор на три године.

### Сент-Етјен (1979—1982)
Платинијеве три године у Сент-Етјену су биле средње успешне. Клуб га је довео са жељом да освоје Куп европских шампиона, али упркос неким сјајним резултатима (укључујући победу од 6-0 над ПСВ Ајндховеном у Купу УЕФА у сезони 1979-1980. и 5-0 над Хамбургом у Купу УЕФА следеће сезоне), клуб није успео да надмаши састав Сент-Етјена који је стигао до финала Купа европских шампиона 1976.
Платини је освојио Првенство Француске 1981, али је изгубио два финала Купа, 1981. против Бастије и против Париз Сен-Жермена 1982, што је и била његова последња утакмица за клуб пре преласка у Јувентус.

### Јувентус (1982—1987)
У Јувентусу, тиму који су чинили бројни чланови италијанске репрезентације са Светског првенства 1982, Платини је имао тежак почетак у италијанском фудбалу. Био је мета захтевних италијанских спортских медија и чак је био близу напуштања Италије у зимском прелазном року те сезоне. Платини и саиграч Пољак Збигњев Боњек су успешно затражили промене у тактици и у другом делу сезоне, њихове игре су биле боље. Јувентус је стигао до финала Купа европских шампиона, где је изгубио од Хамбурга, и освојио је Куп Италије, што је био први у низу клупских успеха Платинија у наредним сезонама. Освојио је Првенство Италије са Јувентусом 1984. и 1986, Куп победника купова 1984, Европски Суперкуп 1984, Куп европских шампиона 1985. и Интерконтинентални куп 1985. Платини је био најбољи стрелац Серије А три узастопне сезоне (1982-83, 1983-84 и 1984-85) и три пута узастопно је био најбољи фудбалер Европе (од 1983-1985). Платини је такође био најбољи фудбалер године у свету у избору часописа Ворлд сокер 1984. и 1985.
Финале Купа европских шампиона против Ливерпула на стадиону Хејсел у Бриселу је требало да буде круна његове каријере у Јувентусу. Стадион није био одговарао мечу такве важности, па је пре почетка утакмице пукао зид под тежином навијача Јувентуса који су бежали испред групе навијача Ливерпула који су се пробили у Z секцију стадиона. Погинуло је 39 људи и још 600 је повређено. Одлучено је да се меч настави како би се избегле даље невоље, и тек након што су капитени оба клупа затражили за смиривање ситуације, утакмица је почела са сат и по времена закашњења, док се полиција још увек борила са навијачима Јувентуса разјареним због слабе организације која је довела до несреће на стадиону. Платини је постигао једини гол на утакмици из једанаестерца који је скривљен на Боњеком изван шеснаестерца. У данима након утакмице Платини је био критикован у неким круговима због необуздавања у слављењу победе Јувентуса. Платини је у своју одбрану тврдио да он, као ниједан играч на терену, није био свестан степена несреће.
Након Светског првенства 1986, Платини је провео још једну сезону у Јувентусу пре повлачења из фудбала 1987.

## Платинијева репрезентативна каријера
Након што је привукао пажњу селектора националног тима на Купу Гамбардела, Платини је изабран у јуниорску репрезентацију Француске, али су га повреде спречиле да игра. За неки од француских националних тимова је дебитовао 26. септембра 1973. када је заиграо за селекцију аматера.
Војну обавезу је почео да служи у лето 1975. Платини је био распоређен у батаљон у ком су талентовани француски спортисти извршавали своје војне обавезе. Његове колеге у батаљону си били саиграчи из Нансија Оливије Ројер и Жан-Мишел Моутје, као и Максим Босис, који ће ускоро постати редован члан француске репрезентације, заједно са Платинијем. Платини ће бити изабран у војну фудбалску репрезентацију Француске, као и у репрезентацију за играче до 23 године и олимпијску репрезентацију. Платини је одушевио у победи олимпијске репрезентације Француске 4-0 над Румунијом у Бресту. Реванш у Букурешту је био формалност и завршен је резултатом 1-1 Три дана касније Платини је добио позив у најбољу француску репрезентацију од новог селектора Мишела Хидалга против Чехословачке у Паризу 27. марта 1976. Утакмица је завршена резултатом 2-2, а Платини је постигао први гол за репрезентацију из слободног ударца.
Платини је играо за олимпијску репрезентацију Француске на Олимпијским играма 1976. у Монтреалу. Турнир је почео 19. јула победом 4-0 над Мексиком. Затим је дошла још једна победа од 4-0 над Гватемалом, а Платини је постигао два гола. Французи су такмичење у групи завршили нерешеним исходом против Израела, а Платини је постигао гол из једанаестерца. Француска је у четвртфиналу поражена од Источне Немачке 4-0, а утакмицу је завршила са 9 играча.
Победом од 3-1 над Бугарском на Парку принчева 16. новембра 1977, у којој је Платини играо организатора игре и постигао леп погодак са 25 m, Француска је изборила пласман на Светско првенство у фудбалу 1978. у Аргентини, што је било прво учешће од 1966. У месецу након одлучујућег меча у квалификацијама, Платини је завршио као трећи у избору за најбољег европског фудбалера 1977.
Међу пријатељским утакмицама које је Француска играла у припремама за Светско првенство, утакмица против Италије у Напуљу 8. фебруара 1978. (2-2) је била посебно значајна за Платинија. Два пута је савладао италијанског голмана Дина Зофа из слободних удараца, али је први поништен јер судија није дао знак. Поново изведени слободан ударац је блокирао живи зид, али је неколико минута касније Платини затресао мрежу Италијана из још једног слободног ударца. Зоф је покушао да предвиди лет лопте и стао је на леву страну гола, али је Платини пронашао небрањени део мреже, а Зоф је само стојао на месту. Платинијеви дуели са Зофом и његов наступ у утакмици који је приказивала италијанска телевизија су га учинили славним у Италији. Бројни клубови из Француске (Париз Сен-Жермен и Сент-Етјен) и широм Европе (између осталих Јувентус, Интер, Наполи, Барселона, Валенсија, Арсенал су почели тражити његове услуге.
Међутим, италијански селектор Енцо Берцот је развио успешан план како да задржи Платинија у сусрету Италије и Француске на Светском првенству четири месеца касније. Платинија је чувао Марко Тардели и Италија је славила 2-1. Како се Француска нашла у тешкој групи са Италијом и домаћином (и каснијим шампионом) Аргентином, није успела да прође групну фазу.
Ипак, Платини је постао капитен репрезентације Француске након првенства и преузео је дрес са бројем 10. Још један његов гол из слободног ударца је помогао Француској да савлада Холандију 2-0 у Паризу 18. новембра 1981. у важној квалификационој утакмици за Светско првенство у фудбалу 1982. у Шпанији.
Француска је неочекивано стигла до полуфинала Светског првенства 1982. где се срела са Западном Немачком у Севиљи. Како се утакмица завршила нерешено након продужетака 3-3 (Платини је постигао први гол на утакмици из једанаестерца), меч је решен извођењем једанаестераца у којим је Западна Немачка славила 5-4.
Платини је био капитен Француске и на Европском првенству 1984. у Француској. Његов индивидуални учинак на првенству је био огроман, пошто је постигао 9 од укупно 14 голова Француске на пет утакмица. Постигао је победнички гол у уводном мечу против Данске и два хет-трика (главом и са обе ноге) против Белгије и Југославије. У драматичном финалу у Марсељу против Шпаније, Платини је постигао први гол на утакмици из слободног ударца, након велике грешке шпанског голмана Луиса Арконаде. Други гол Бруна Белона у зауставном времену је обезбедио Француској први наслов првака у репрезентативном фудбалу.
Пошто је патио од болова у препонама и играо је под инјекцијама, Платини није био физички најспремнији за Светско првенство 1986. у Мексику. Међутим, постигао је два важна гола; први је допринео победи 2-0 над Италијом, што јој је онемогућило да брани наслов првака са прошлог светског првенства, и изједначујући погодак против Бразила, на његов рођендан, у утакмици коју је Француска добила извођењем једанаестераца (Платини је шутирао изнад пречке). Овај гол је био последњи у његовој репрезентативној каријери. Након још једног пораза у полуфиналу од Западне Немачке, Француска се морала борити за треће место. Платини није играо у овој утакмици, као ни четири године раније.
Платини је последњу утакмицу за Француску одиграо 29. априла 1987. у квалификацијама за Европско првенство 1988. против Исланда, неколико недеље пре свог повлачења из фудбала. У 72 одигране утакмице за репрезентацију Француске од 1976. до 1987. (укључујући 49 утакмица као капитен), Платини је постигао 41 гол, а тај рекорд је оборио Тијери Анри уз два гола против Литваније 17. октобра 2007.

## Платинијева тренерска каријера
Платини је изабран за селектора Француске 1. новембра 1988. заменивши на том месту Анрија Мишела, који је добио отказ након ремија са Кипром (1-1) у квалификацијама за Светско првенство у фудбалу 1990. Француска на крају није успела да се пласира на првенство.
Репрезентација се усредсредила на квалификације за Европско првенство у фудбалу 1992. у Шведској. Француска је бриљирала у својој групи, победивши у свих осам утакмица, рачунајући победе у гостима над Шпанијом и Чехословачком. Након рекордних 19 утакмица без пораза, Французи су били међу фаворитима за освајање првенства, а Платини је изабран за тренера године у избору часопису Ворлд сокер. Међутим, низ лоших резултата у припремама и елиминација Француске у групној фази првенства су приморали Платинија да се повуче.

## Административна улога
Платини је заједно са Фернандом Састреом био на челу организационог комитета Светског првенства 1998. које је одржано у Француској. Платини је био на челу Техничког и развојног комитета УЕФА, од 1988. до 1990. Био је члан Извршног комитета УЕФА и европски члан Извршног комитета ФИФА од 2002. Платини је наставио да се уздиже на више положаје фудбалске администрације УЕФА и ФИФА, а од 2006. је председавајући Техничког и развојног комитета ФИФА, а такође је потпредседник Фудбалског савеза Француске.
У изборима за председника УЕФА одржаним у Диселдорфу 26. јануара 2007. је победио Ленарта Јохансона, који је тај положај држао претходних 16 година.

## Успеси

### Нанси
- Куп Француске (1) : 1977/78.

### Сент Етјен
- Првенство Француске (1) : 1980/81.

### Јувентус
- Првенство Италије (2) : 1983/84. и 1985/86.
- Куп Италије (1) : 1982/83.
- Куп шампиона (1) : 1984/85.
- Куп шампиона : финале 1982/83.
- Куп победника купова (1) : 1983/84.
- Суперкуп Европе (1) : 1984/85.
- Интерконтинентални куп (1) : 1985.

### Француска
- Европско првенство (1) : 1984.
- Светско првенство : треће место 1986.